# Laura Smulders
Laura Smulders, född 9 december 1993 i Nijmegen, Nederländerna, är en nederländsk cyklist som tog OS-brons i BMX vid de olympiska cyklingstävlingarna 2012 i London. 